# Americhernes longimanus
Espèce
Americhernes longimanus est une espèce de pseudoscorpions de la famille des Chernetidae.

## Distribution
Cette espèce est endémique de Floride aux États-Unis. Elle se rencontre dans le comté de Highlands.

## Description
Le mâle paratype mesure 3,0 mm et les femelles de 2,2 à 3,5 mm.

## Publication originale
- Muchmore, 1976 : Pseudoscorpions from Florida and the Caribbean area. 5. Americhernes, a new genus based upon Chelifer oblongus Say (Chernetidae). Florida Entomologist, vol. 59, no 2, p. 151-163 (texte intégral).